# Ансамбл Ладо
Ансамбл хрватских народних игара и пјесама ЛАДО је хрватски професионални фолклорни ансамбл основан 1949. године у Загребу. Данас Ансамбл броји 37 врхунских играча/певача и 14 врсних музичара који свирају педесетак традиционалних и класичних инструмената. „Ладо“ је архаична словенска реч, често коришћена као рефрен у старим обредним песмама северозападне Хрватске, а синоним је за речи „добро“, „драго“ и „мио“. Ансамбл ЛАДО је у досадашњем раду окупио најпознатије хрватске етнокореологе и кореографе, музичке аранжере, етномузичаре, фолклористе и диригенте, али и композиторе инспирисане народном музиком.

## Историја
Ансамбл ЛАДО основан је уредбом Владе Народне Републике Хрватске 11. новембра 1949. године под називом Државни збор народних игара и пјесама (ДЗНПиП). Његов задатак је био да истражи, прикупи, уметнички обради и постави на сцену најљепше примере богате хрватске музичке и плесне традиције.
У годинама после Другог светског рата у земљи почињу да делују бројне аматерске фолклорне групе, међу којима и фолклорна секција Омладинског културно-уметничког друштва „Јожа Влаховић“ из Загреба под уметничким руководством проф. Звонимир Љеваковић. Љеваковић је био један од оснивача и први уметнички руководилац Ансамбла ЛАДО. ЛАДО је први пут наступио 4. фебруара 1950. године у Хрватском народном казалишту у Загребу и већ тада је показао јасну усмереност ансамбла на хрватску традиционалну музику и обичаје. Концерт се састојао од петнаест тачака, шест музичких (певачких) и девет игара, када су изведени Крчки плес, Далматинско коло - Линђо, Славонско коло, Буњевачко момачко коло, Врличко коло, Балун из Истре, Покупски сватовски дрмеш и Посавски плесови. Једна „шестица“ са шест играча касније је постала препознатљив заштитни знак ансамбла ЛАДО. Овај први наступ ансамбла укратко је објављен у дневном листу Вјесник, а уз осврт уваженог академика проф. Твртка Чубелића.
Од 1974. године ансамбл води хрватски етнолог и етнокореограф др. Иван Иванчан. Био је велики познавалац традиционалне музике и игре, а својим доприносом ансамблском и кореографском раду у многим аматерским саставима широм Хрватске трајно је обележио и хрватску фолклорну сцену. Пут који је планирао Звонимир Љеваковић, а наставио др. Иван Иванчан, ишли су уметнички руководиоци Ханибал Дундовић (1983-1991) и Иван Иванчан млађи (од 1992). Препознатљивом квалитету музичког програма ЛАДА ранијих година значајно су допринели Емил Косето и Божо Поточник, а касније и музички директори Динко Фио (1975-1980), Томислав Ухлик (1983-1985) и Бојан Погрмиловић (1985-1998). од јула 2018. до данас). Однедавно фолклорни хор води Дражен Куриловчан, који са посебно ангажованим спољним сарадницима најчешће режира концертне наступе ансамбла. Од 18. априла 2016. до априла 2020. године место уметничког директора обављао је етнолог и полониста Андрија Иванчан, којег је у априлу 2020. наследио етнолог и историчар Крунослав Шокац.

### Карактеристике
- Ансамбл ЛАДО је својеврсни путујући музеј, који има више од 1.200 комплета народних ношњи изузетне вредности и лепоте, од којих су неке старе и преко 100 година.
- 65 година музичког деловања и више од 5000 наступа у Хрватској и 48 земаља широм света, тридесетак звучних записа снимљених на највишем продукцијском нивоу.
- Више од 100 кореографија које представљају невероватну разноликост плесова, песама и ношњи на тако малом простору као што је Хрватска, захваљујући медитеранским, алпским, панонским и балканским утицајима.
- 38 врхунских уметника, који плешу и певају у исто време, 14 врхунских музичара који свирају педесетак традиционалних и класичних инструмената.
- Ансамбл се бави и едукативним програмима: организовањем фолклорних радионица, курсева плеса и приредби за децу предшколског и школског узраста.

## Чланови ансамбла
Уметнички и плесни руководилац и диригент Ансамбла редовно сарађује са играчима/певачима и солистима Ансамбла ЛАДО уз свесрдну музичку помоћ корепетитора. Диригент Ансамбла и диригент оркестра увежбавају програм са музичарима и инструменталним солистима. Поред плесних кореографија, играчи наступају и као мушки хор, а играчи као женски хор Ладарице.

### Вокалисти ЛАДА
Вокалисти ЛАДА назив је вокалног састава у којем певачи/плесачи Ансамбла ЛАДО на репрезентативан начин изводе вокалну музичку традицију јужне Хрватске. Вокални ансамбл је почео са радом у септембру 2002. године на иницијативу Ивана Иванчана, уметничког директора ЛАДА-е. Тако су певачи ЛАДА упознали различите стилове и жанрове овог краја, различите од досадашње праксе ладовског певања, која је углавном била везана за севернохрватску музичку традицију. Црквено народно појање и клапско појање, два вокално-музичка стила која се међусобно допуњују, основа су репертоара овог вокалног ансамбла. Од 2002. године до данас Вокалисти су наступали у разним приликама у склопу Ансамбла ЛАДО (Божићни и коризмени вокални програми) и самостално у различитим клапским пројектима (Свитла ноћ - клапе и Лент; Клапе на Шалати) те на концертима у Градишћу, у Хрватском музичком заводу и цркви св. Марка у Загребу, цркви св. Доната у Задру, итд. За своје су изведбе дела духовне музике, Вокалисти до данас више пута награђивани многим наградама (Порин, Орландо, Вараждинске барокне вечери), а за свој су први самостални албум Крижу свети... 2012. освојили две дискографске награде Порин.